# 炮台山道

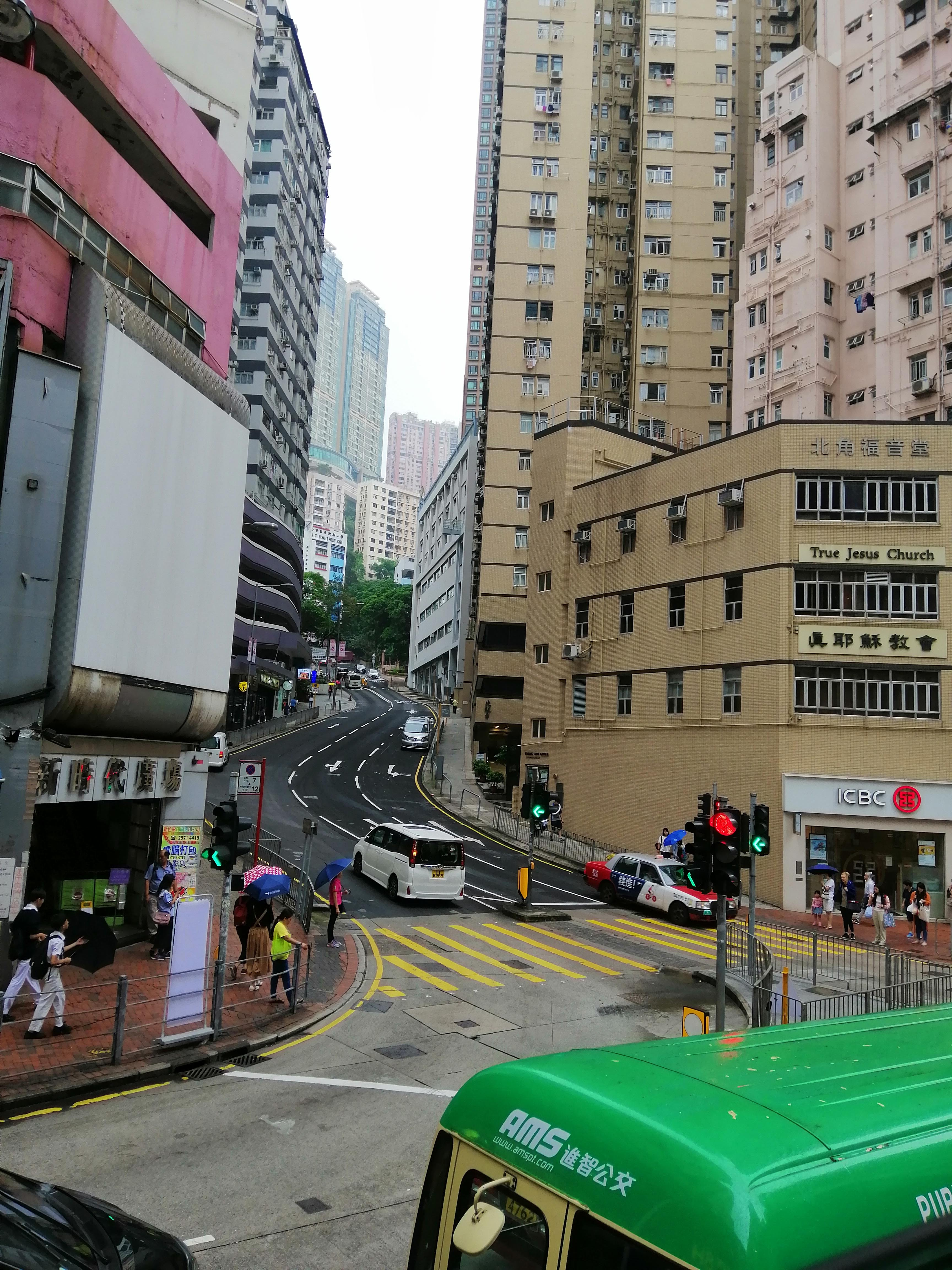
圖片中間的道路為炮台山道

炮台山道（英語：Fortress Hill Road）是香港炮台山及寶馬山的主要道路，北起英皇道與大強街交界，南至天后廟道近雲景道交界。該道路斜度最高達1:8，是區內著名的長命斜。

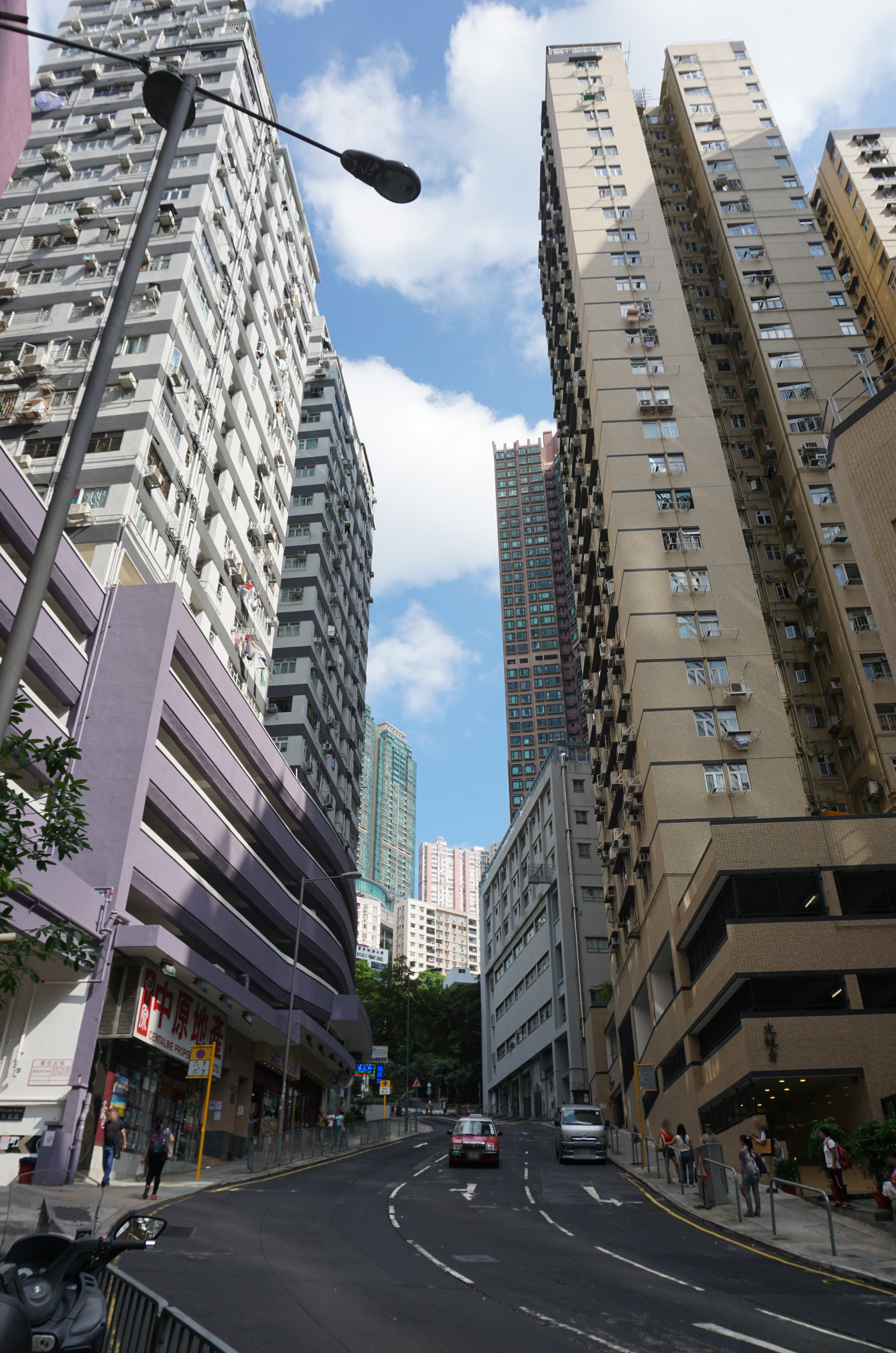
炮台山道北段
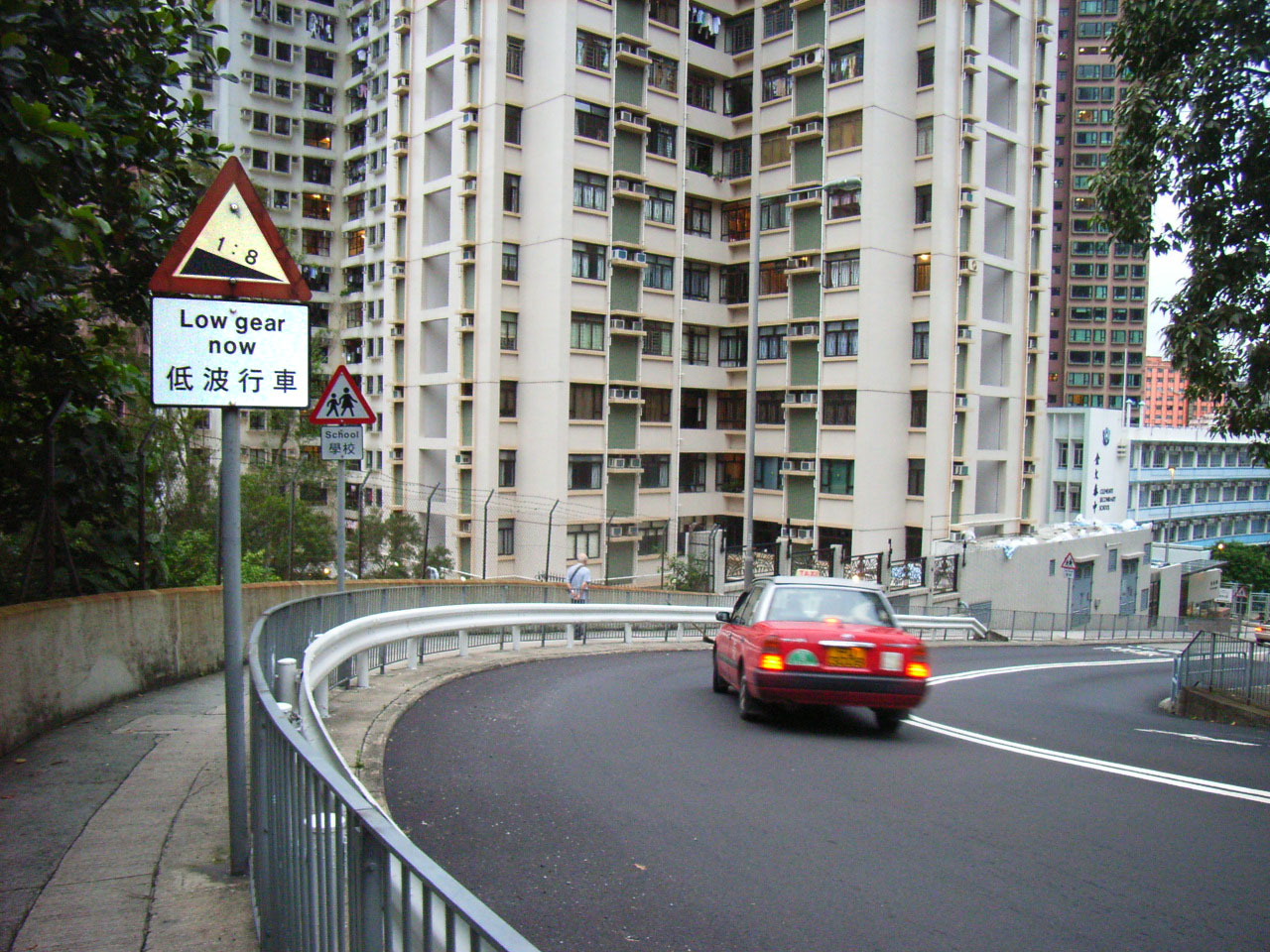
炮台山道南端
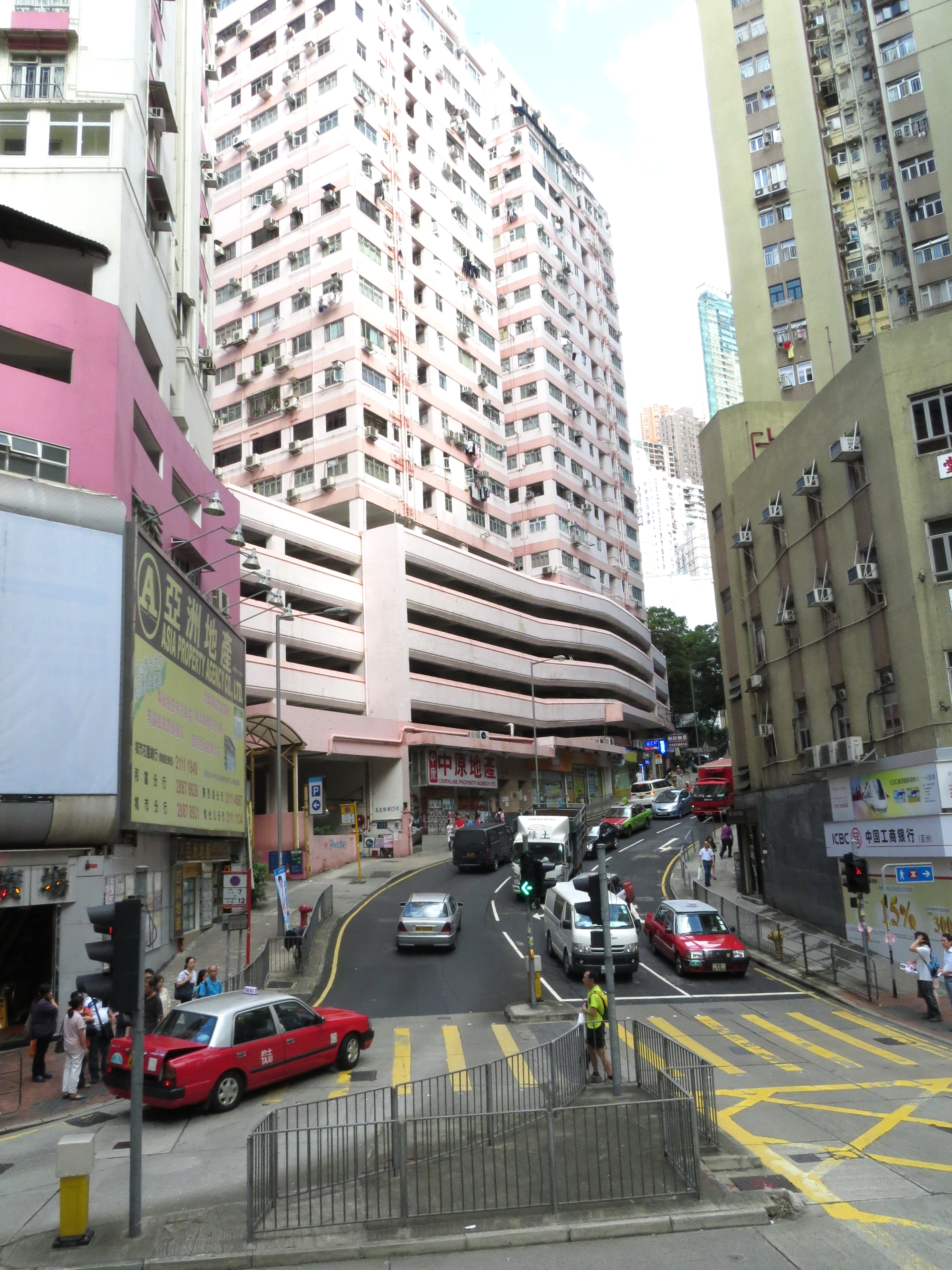
炮台山道北端

## 事件
炮台山道曾於1977年12月29日發生一宗駭人的交通意外。一名75歲的老婦被一輛的士撞到後不顧而去，尾隨一輛行駛41線的中巴未有察覺，將老婦捲入車底並被車軸緊纏，惟司機和數十名乘客均未發現異常，結果老婦被拖行超過三公里後始被另一巴士之司機發現，當時老婦已被輾得肢離破碎。
2023年3月5日下午1時，一輛的士沿炮台山道落斜，期間懷疑無法煞車，失事衝向英皇道近大強街位置，先於英皇道口將1名途人撞倒至受傷，再衝前數米撞倒2名過路女途人。期間撞毀交通燈及鐵欄，車頭嚴重損毀零件散滿地上。事後的士司機及車上乘客亦報稱不適，於的士內等待救援。多輛救護車其後接報到場，將5名傷者分別送往律敦治醫院救治，並將2名傷勢較重的傷者送往東區醫院搶救。

## 沿路主要建築
- 金文泰中學
- 富澤花園
- 豪廷峰
- 炮台山循道衛理中學
- 香港樹仁大學

## 交匯道路
- 大強街
- 英皇道
- 天后廟道